# Dawenkoukulturen

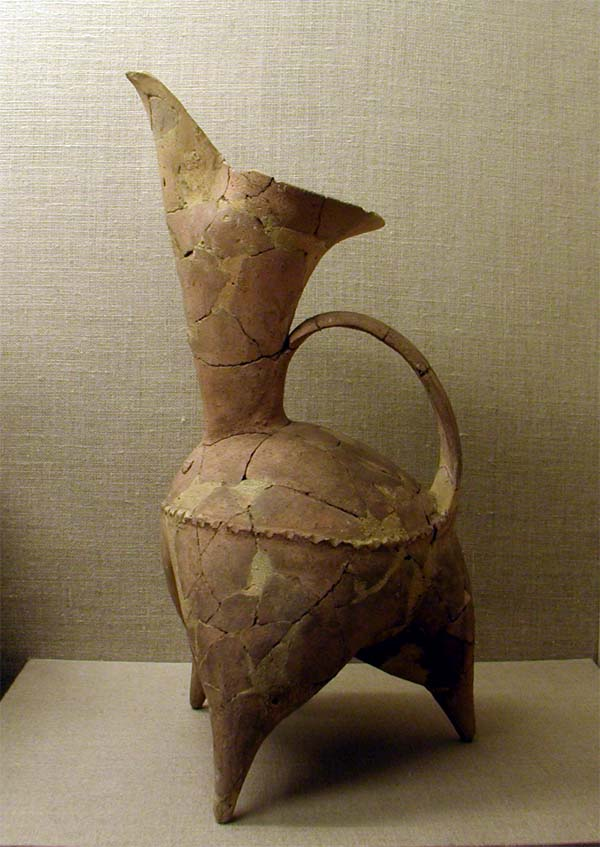
Keramikkärl från Dawenkoukulturen

Dawenkoukulturen (大汶口文化; Dàwènkǒu wénhuà) var en förhistorisk kinesisk neolitisk kultur daterad ca 4300 f.Kr. till 2400 f.Kr. Dawenkoukulturen var samtida med Yangshaokulturen, och en av föregångarna till Longshankulturen.
Dawenkoukulturen hade sitt centrum i dagens Shandong och har fått sitt namn från den arkeologiska fyndplatsen utanför köpingen Dawenkouzhen (大汶口镇) i Daiyuedistriktet i Tai'an. Fyndplatser från Dawenkoukulturen finns längs Kinas östkust i Gula flodens dalområden i Shandong och norra Jiangsu. Kulturen spred sig även väster ut in i Henan.
Kulturen kännetecknas av smycken av sten, jade och ben, påkostade överklassgravar och av färgglad keramik. Keramiken var oftast vit, svart, röd, grå, brun och gul.
Kulturen delas vanligen in i tre faser:
- Tidig Dawenkou, ca 4300–3500 f.Kr.[2]
- Mellersta Dawenkou, ca 3500–2800 f.Kr.[2]
- Sen Dawenkou, ca 2800–2400 f.Kr.[2]

## Gravar
Mer än hundra gravar har grävts ut från Dawenkoukulturen. De flesta är orienterade med den gravsattes huvud vänt mot öster. Ofta är den avlidne begravd med hjorttänder i sina händer. I gravarna fanns gravgods såsom keramik, stenverktyg, jadesmycken och även människotänder och kvarlevor från hundar och grisar. Mängden gravgods varierar upp till 180 objekt för de största gravarna.
Dawenkoukulturens gravar för dess högre ledare är byggda med plattformar i två nivåer (二层台) där kistan är placerad i en mindre grop som är placerad i botten på en större grop. Denna typ av gravar ärvdes av Shangdynastin.